# Mauro Caviezel
Mauro Paulo Caviezel (Tomils, 18 de agosto de 1988) es un deportista suizo que compitió en esquí alpino.
Ganó una medalla de bronce en el Campeonato Mundial de Esquí Alpino de 2017, en la prueba combinada. En la Copa del Mundo consiguió una victoria y doce podios en total.

## Palmarés internacional
| Campeonato Mundial | Campeonato Mundial   | Campeonato Mundial | Campeonato Mundial |
| Año                | Lugar                | Medalla            | Prueba             |
| ------------------ | -------------------- | ------------------ | ------------------ |
| 2017               | Sankt Moritz (Suiza) | Medalla de bronce  | Combinada          |